# Vézillon
Vézillon – miejscowość i gmina we Francji, w regionie Normandia, w departamencie Eure. Przez miejscowość przepływa Sekwana. 
Według danych na rok 1990 gminę zamieszkiwało 181 osób, a gęstość zaludnienia wynosiła 89 osób/km² (wśród 1421 gmin Górnej Normandii Vézillon plasuje się na 720. miejscu pod względem liczby ludności, natomiast pod względem powierzchni na miejscu 885.).